# コンピュータゲーム
コンピュータゲーム（表記揺れ多数あり〈後述〉）とは、コンピュータの機能を使って動作するゲームの日本語における総称。あるいは、コンピュータ上で動作し、コンピュータと人間の間で行うゲームのこと。もしくは、コンピュータを利用したゲーム、および、そのプログラム。
「ビデオゲーム（英: video game）」は、語としては成り立ちが異なるが、多くのコンピュータゲームはビデオモニタに表示されるため同義である（区別なく用いられたり区別されたりする）。コンピュータゲームであってもランプや駒などのビデオモニター以外で出力されたり、プリンタやパンチカードなどに印字されるものはビデオゲームではない。

## 名称

### 日本語
日本語「コンピュータゲーム（表記揺れ：コンピュータ・ゲーム、コンピューターゲーム、コンピューター・ゲーム）」は、使用する機器とディスプレイ装置およびゲームソフトの供給媒体の違いから、以下のように分類される。
- アーケードゲーム - ゲームセンターなどに設置されている業務用ゲーム専用機を使用するもの[4]。
- パソコンゲーム（PCゲーム） - 汎用のパーソナルコンピュータ（パソコン）とそのディスプレイ装置を利用するもの[4]。
- コンシューマーゲーム - 個人や一般家庭向けのゲーム。
  - テレビゲーム - 専用のゲームマシンを使用し、家庭用テレビ受像機をディスプレー装置に利用するもの[4]。
  - 携帯型ゲーム（携帯用ゲーム） - 液晶ディスプレイを組み込んだ小型の専用ゲームマシンを使用するもの[4]。
- 携帯電話ゲーム - 携帯電話（フィーチャーフォン）を使って行うゲーム。
- スマホゲーム - スマートフォンを使って行うゲーム。
- オンラインゲーム - インターネットによって端末をゲーム運営者のサーバーとつなぎ、ゲームソフトやデータなどをダウンロードしてプレイするもの[4]。「ネットゲーム」ともいう[4]。

なお「電子ゲーム」という語は、狭義ではLSIゲーム（大規模集積回路を利用したゲーム）のことだが、広義ではLSIゲームとコンピュータゲームとを合わせた総称である。
日本語では、コンピュータ化したものという意味合いでコンピュータゲームを「デジタルゲーム」とも呼び、そう呼ぶ場合は、コンピュータゲーム以外のゲーム（非電源ゲーム）をこれと対比して「アナログゲーム」と呼ぶ人も一部にいる。だが、この「デジタル」および「アナログ」という用法は、本来の意味とは異なる、日本語独自の俗用にすぎない。
デジタル（ディジタル）ゲームという言葉は1975年頃には使用され、テレビを介する場合のテレビゲームの語も使われたが、1980年代初頭の段階ではテレビを使わない小規模な電子回路のゲーム機をデジタルゲームと呼び、両者は部品に一部共通点があるが別の意味の言葉だった。1980年代末には既存のボードゲームなどを意味する「アナログゲーム」なる言葉が使われ始め、同時期には『ドラゴンクエストIII そして伝説へ…』発売の騒ぎやサウンドトラック『交響組曲「ドラゴンクエストIII」そして伝説へ…』の発売でコンピュータゲームの音楽が、それまで「ファミコン音楽」と呼ばれていたのが「ゲームミュージック/ゲーム音楽」と呼ばれるようになり、ゲームという単語でコンピュータゲームを意味するようになっていた。1996年頃には新聞でもデジタルゲームとの見出しの記事があるが流行の1つともいえたため時が立つにつれて使用頻度が減っていったが、日本デジタルゲーム学会の設立もあり、学術用語やマニア向けに語が広まっていった。
- パソコンゲームの一例。いろんなゲームを実行中のTrisquel GNU/Linux 4.0 LTS Taranis
- テレビゲームの一例。PlayStation 4で遊ぶ子供たち。
- 携帯型ゲームの一例。
- オンラインゲームの一例

### 英語
英語では、コンピュータの信号をビデオモニターに出力して表示していた時代が長かったことから、"video game"という語を用いるのが通例。英語と日本語の対応については、英語の"video game"と日本語の「コンピュータゲーム」の語義が近く、"computer game"や"PC game"に語義が近いのは「パソコンゲーム」や「PCゲーム」である。また英語の"electronic game"は、日本語の、広義の「電子ゲーム」と同義である。

## 歴史
史上初のコンピュータゲームとされるものは、1947年にコーネル大学卒業生のアメリカ人トーマス・T・ゴールドスミスおよびエストル・レイ・マン（Estle Ray Mann）によって開発された陰極線管娯楽装置（cathode ray tube amusement device）である。次いで、1952年にEDSAC上でプログラムされた『OXO』が開発された。1961年に開発された『スペースウォー!』はミニコンピュータで開発され遊ばれた、初の汎用コンピュータ用のゲームである。ここまではコンピュータゲームは好事家による趣味の域を脱していなかったが、1971年にノーラン・ブッシュネルがスペースウォーを改良した『コンピュータースペース』を開発し、これが世界初のコンピュータ式アーケードゲームとなったことで、産業化が始まった。翌1972年に最初に商業ゲームとして成功したのはアタリのアーケードゲームの『ポン』だった。
同年にはラルフ・ベアによって世界初の家庭用ゲーム機である「オデッセイ」が開発された。また1977年発売のAtari 2600ではカートリッジでプログラムを供給するカートリッジ交換式のシステムが採用され、このAtari 2600によってテレビゲームのイメージがほぼ確立されたが、1982年にいわゆるアタリショックが起きた。
日本においては1970年代末より広まったアーケードゲームにおけるLSIゲーム（電子ゲーム）が、コンピュータゲームの産業化のはしりと言え、1978年に『スペースインベーダー』が登場することで一大ブームを巻き起こした。家庭用ゲーム機も1980年代に入るといくつか登場したが、なかでも1983年に発売されたファミリーコンピュータは社会現象となるほどの爆発的な売れ行きを記録し、ほかのハードを圧倒して家庭用ゲーム機の代名詞となった。その後もコンシューマーゲームの成長は続き、PlayStationやセガサターン、NINTENDO 64といった新ハードの発売も進んで、1996年に日本国内の家庭用ゲーム市場規模は最大となった。しかしその後は家庭用ゲーム販売は減少傾向となり、2006年には携帯用ゲームソフトの販売が据え置き用のそれを上回った。しかしこのころにはすでにモバイルゲームの急速な躍進が始まっており、2009年から2011年にかけてはフィーチャーフォン向けのソーシャルゲームが急成長を遂げ、その後2011年以降はスマートフォン向けのゲームに切り替わった。
日本においては国立国会図書館法の一部を改正する法律が2000年10月1日に施行され、コンピュータゲームソフトを含むパッケージ系の電子出版物に納本義務が課せられた。日本標準産業分類においては、コンピュータゲームのソフトウェア産業は情報通信業に分類され、なかでも情報サービス業に区分される。ゲーム産業は、テクノロジー/ビジネスモデル/コンテンツデザインによって「変質しながら成長していく巨大な森」といわれる。
コンピュータゲームの市場は成立以降急速に拡大を続け、一大産業へと成長した。2018年のコンピュータゲームの総売上は13兆1774億円と推定されており、そのうち90%以上がデジタル配信ゲームであり、パッケージゲームの売り上げは1割以下となっている。また、売り上げはアジア、北アメリカ、ヨーロッパの順に多く、この3地域の売り上げは95%近くにのぼる。日本国内のコンピュータゲーム売上は2018年に1兆6704億円となっており、このうちスマホゲームが1兆1660億円、家庭用ゲームが4343億円を占めた。ゲーム企業の売上は年ごとの変動が激しいが、2017年のゲーム事業売り上げデータでは、テンセント、ソニー、Apple、マイクロソフト、アクティビジョン・ブリザードの順となっていて、また、この年任天堂は9位、バンダイナムコは10位となっていた。また、コンピュータゲームを「人対人」や「チーム対チーム」の競技として行い競技大会を開催するエレクトロニック・スポーツ（eスポーツ）も盛んとなってきている。

## 分類

### ゲーム一般としての分類
一般のゲームと全く同様に、コンピュータゲームに関しても、理論的な「人数 / （非）ゼロ和 / （無|有）限 / （不）確定 / （不）完全情報」というような分類が応用できる。コンピュータゲームの特殊性としては、（プログラム等の提供者を信じる限りにおいて）第三者として対戦ゲームなどの信用できる判定者としてコンピュータを利用できる、（「ゲーム性」の点で疑問はあるかもしれないが）プレイヤーは眺めるだけといった「0人ゲーム」といったものが（非電源ゲームなどと比較して）割とありえる、といった点がある。
以下は、よりコンピュータゲーム固有の事情や観点からの分類である。
ここではビデオゲームやデジタルゲームの特徴として、非電源ゲームであるボードゲーム、テーブルゲーム、カードゲームなどとの対比を述べる。
ルールとプレイ人数
一般にゲームというものは、何らかのルールを定める、あるいは何らかのルールが自然発生するところから始まる、と言ってよいであろう。コンピュータゲームもルールが存在するが、コンピュータがゲームを決定してルールの適用も任せることとなる。必要な要素をコンピュータがシミュレートしつつ進められるため、実在の遊具や人間を必要とするとは限らない（メタ化される）。特にAI（人工知能）に挑む側面が強い。
ゲームの進行は、プレイヤーの入力に対する結果をコンピュータが演算し、その処理結果に対してさらにプレイヤーが次の入力を行うという繰り返しによってなされる。単純な形態としては数当てゲームが挙げられるが、これはコンピュータが定めた1つの数字に対してプレイヤーが値を入力し、コンピュータがその値と自らの定めた数字を比較した結果、どちらが大きいかのみを答える。このヒントに従ってプレイヤーは新たに値を入力し、再びコンピュータが判定を行った結果、ヒントを出すという過程を繰り返す。そして、正解に至るかプレイヤーが飽きてコンピュータの電源を切るまで、ゲームは続く。コンピュータゲームはいずれも多かれ少なかれ、こういった人間とのやり取りを繰り返すことで、遊びを提供する性質を持つ。
プレイヤーの行動である入力以外が、コンピュータによって処理される。主なハードウェア構成は、演算処理を行うハードウェア本体、プレイヤーの入力機器であるコントローラー、処理結果の出力機器であるモニタ画面やスピーカーから構成され、原則的にはこれ以外の補助機器の類を必要としない。また、入力機器は簡便なものが用いられ、大抵は両手のみで全ての操作が行えるようになっているが、中には体全体を使ってコントロールする入力機器も存在する。いずれもコントローラーを介して入力された操作を、ゲーム機内部のコンピュータが処理した結果として出力を行う。
乱数
『テトリス』のように偶然性を用いるために乱数を利用する場合がある。コンピュータには本当の意味での乱数は生成できず、代わりに擬似乱数が使用されている。擬似乱数を使用すること自体には、実用上は何の問題もない。CR時定数回路とカウンタ等といったごく単純な方法でも、擬似乱数列の初期化のための「真の乱数」によるシードを得るには普通のゲーム用途なら十分である。これは、1970年代のマイコンでも最悪、コストにして数百円程度のハードウェアを付加する等の工夫をすればさほど困難ではない。一般に最低要求水準とされる、いわゆる「Park-Miller "minimal standard"」なら、8ビットプロセッサ程度の能力があれば数十バイトで実装可能である。
アーケード『テトリス』の場合、バッテリバックアップによって状態を保持することで、パターン化を可能にされることを防いでいた。しかし、バッテリ切れにより「電源パターン」が可能になってしまった。また、本来であれば事実上不可能なはずの永久パターンが、電源パターンによって可能になる、といった場合もある。
過去にはカルドセプト サーガ#バグ問題のように、低質な乱数によるゲームの崩壊といった現象がしばしば発生していた。
シューティングゲーム等には、1980年代前半頃は乱数を利用するものも多かったが、その後はランダム要素を排除したいわゆる「覚えゲー」にデザインされる傾向が強い。シューティングゲームの場合、乱数は弾のバラマキかた等、わずかに利用される他は排除される傾向もある。
グレーゾーンな遊び
隠しコマンドや裏技やチートなどと呼ばれるもののうち、デバッガ等を利用して直接メモリを書き換えるような行為は別としても、コンピュータ・プログラムの常として取りきれなかったバグがゲームルールの抜け穴を作ってしまったりすることもある。これは単なる設計上の不具合である広義の不良品であったり、あるいは制作側が予期しなかった行為であったり、設計上で組み込まれたジョークであったり、と、本来の楽しみ方ではない機能である。これらはありきたりの遊び方に価値を見出さず、「ともかくゲームのエンディングを見る」、「無敵戦闘機を得る」、「最強主人公をつくる」など、特定のことに価値を見出した場合に積極的に利用される。
ゲーム設計者（ゲームデザイナ）とプレイヤ間に暗黙のうちにあるルール（メタルール）として、ゲームのセーブ・ロード等のゲームルール外の操作は、ゲーム中の状態を任意に保存し、また復元することだけを行うもので、セーブ不能区間がある、強力な敵とのエンカウントの直後に強制セーブされる、といった制限などはあっても、ゲームルールには関与しない、などといった基本的なルールがある。しかし敢えてそれを破るような、セーブデータを削除するとゲームが進行するといったものや、ゲーム中のキャラクタ（NPC）によりセーブデータが削除されるというイベントによって実際にセーブデータが削除される、1周目には「真のエンディング」に到達するルートが存在せず、2周目以降で初めてそのような分岐が現れる、といったものもある。もっと極端な例では、『Prismaticallization』のように、何周も繰り返しながら、別の周回での出来事がパズルのように複雑に絡んでいるフラグを揃えてゆくというものもある。

### プラットフォームによる分類
コンピュータゲームは、そのプラットフォームによっていくつかに分類される。
ゲーム専用機によってプレイされるゲームは、アーケードゲームとコンシューマーゲームの2つの区分がある。アーケードゲームは業務用ゲーム機によって提供されるゲームで、個人向けでなく企業向けのプラットフォームであり、ゲームセンターや遊園地などに設置されることが多く、大型の専用筐体を用いた大型筐体ゲームも存在する。コンシューマーゲームは家庭用ゲーム専用機によって提供されるものを指し、据え置き型ゲーム機によるテレビゲームと、小型で持ち運びしやすい携帯型ゲームの2種類が存在する。またコンシューマーゲームは、任天堂やソニーのようなゲーム機（ハード）を製造する企業と、ゲームソフトのみを製造しハードをプラットフォームとしてのみ使用する企業の2種類が存在し、こうしたソフト専業企業をゲーム業界ではサードパーティーと呼ぶ。
ゲーム専用機以外のハードウェアによってプレイされるゲームは、パーソナルコンピュータを利用してプレイするパソコンゲームと、携帯電話やスマートフォン、スマートデバイスなどを使用するモバイルゲームとに分かれる。また、DVDなどの再生機能つきゲーム機でプレイすることのできるDVDプレイヤーズゲーム/UMDプレイヤーズゲーム/BDプレイヤーズゲームといったものも存在する。古くはVHDゲームやLDゲームといったものがあり、特に後者はLD-ROM2やMEGA-LDといったハードもあった。
「大型筐体ゲーム」という用語もプラットフォームによる分類の一種である。

#### プラットフォーム発展史
アーケードゲームビジネスはコンピュータゲーム以前から存在しており、それらのゲーム機、特にビデオゲームのコンピュータ化が、1970年代のコンピュータゲームビジネスのルーツの一つである（『Pong』はビデオゲームであるが、最初の製品の時代にはコンピュータは使っていない）。
1970年代のコンピュータゲームとしては、メインフレームやミニコンピュータ上で作られ遊ばれたものもあるが、前者はデモンストレーション用といった位置付けが強い。後者は『スペースウォー!』のようにアーケードゲームに発展したものもある。しかし最も多いのは『スタートレック』のように、次に述べるマイコンゲームになったパターンであろう。1970年代後半から急速に発展したパソコン（当時の呼称はマイコン）では、当初は自作や、公開されたプログラムリストによって自由に流通するプログラムの中の1ジャンルとしてゲームは人気のある分野であったが、ビル・ゲイツの努力（en:Open Letter to Hobbyistsを参照（1976））などもありパソコン向けプログラム製品を商品とした市場ができると、パソコンゲームも商品となるようになった。
続いて、家庭用のテレビゲームがあらわれた。前述のアーケードやこれらのゲーム専用機は、1970年代のものは1機種につき1種類のゲーム、ないし多くても十数種類程度の最初から内蔵されたゲームが遊べるというものであった。1980年代にあらわれたアタリや任天堂のテレビゲーム機は、プログラム（ソフトウェア）をカートリッジに搭載のROMで供給するという形態により、ゲーム機本体をプラットフォーム化し、ゲームソフト市場を作った。後にはより小型化されディスプレイを内蔵した携帯型ゲーム機も発売された。以上の類型をまとめて「コンシューマーゲーム」（コンシューマー=民生市場向け→「家庭用」）とも呼ぶこともある。家庭用ゲーム機はその生産台数の多さから、任天堂ファミコンの場合ではリコーの各IC、セガサターンのSH2、セガドリームキャストのSH4など、集積回路産業に影響を与える存在にもなった。
LSIの高性能化などにより携帯型ゲーム機も登場し、ゲーム&ウオッチやゲームボーイがヒット商品となる。また電卓や電子手帳、携帯情報端末でもゲームを遊べるものがあり、2000年代日本では携帯電話向けゲームが流行した。2010年代からはスマートフォン/スマートデバイスで遊べるゲームが巨大市場を築いていった。
アーケードのビデオゲームも高度化によってコストが高騰したこともあり、基本的な設計の流用から始まり、1990年代以降は多くの製品が何らかのプラットフォームをベースに設計されることがほとんどとなり、アーケードでもカートリッジでソフトが供給されるようなプラットフォームも出た。
コンピュータの処理能力の進歩により映像表現や演出は時代ごとに高機能かつ多彩となっている。2010年代には機械学習・深層学習が特に話題を集めた。

### 流通経路による分類
コンピュータゲームが、特にゲームソフトがどのような経路でプレーヤーに届けられているかで分類する方法である。パッケージソフトウェア /  ダウンロードゲーム（配信ゲーム）などと分類する。
なお、同人ゲームという同好の士たちが交換したり小規模に販売するゲームというものもある（インディーズゲームとも）。

### ゲームシステムによる分類
以下に示すのは、既存のゲームジャンルを便宜的に区分して列挙したものである。既存のゲームジャンル幾つかに跨るものも存在し、それが新しいジャンルに発展したものもあるため、ジャンル分けも絶対的なものではない。テイルズ オブ シリーズのように独特のジャンル名が付けられる場合がある。
操作技能要求系はいわゆる反射神経や動体視力がものを言うゲームであるが、その幾つかでは要素の出現パターンが決まっており、それらの暗記が求められるものもある。またコントローラーの性質で、遊び易かったり遊びにくかったりするという要素も強い傾向がある。
- アクションゲーム - 操作技能を要求しつつ、他のいずれの条件にも当てはまらないゲーム。
  - 対戦アクションゲーム - プレイヤー同士で対戦可能であるアクションゲーム。
    - 対戦型格闘ゲーム（格ゲー） - 1対1で格闘するゲーム。人間のプレイヤー同士でも対戦できる。
- 落ち物パズル - 落下するという特性でリアルタイム性を持たせたパズルゲーム。パズルゲーム『テトリス』を原型とする。
- シューティングゲーム（STG） - 弾丸を発射し、敵を撃破しながら進むゲーム。
  - ファーストパーソン・シューティングゲーム（FPS） - 主観視点で操作する3Dシューティング。
  - ガンシューティングゲーム（ガンシュー） - 銃型コントローラーを使うシューティングゲーム。
- スポーツゲーム - スポーツを主題とするもの。擬似的にスポーツするものとスポーツをテーマとしたアクションゲームの2種類がある。
  - レースゲーム - 自動車（自動車競技）など、様々な乗物などの走りを競わせる競走を主題とするもの。
- 音楽ゲーム（リズム・ゲーム） - プレーヤーが、楽曲や、一種の楽譜に合わせて動作を行うゲーム。
- 体感ゲーム - 身体を動かし操作する入力機器を用いたもの。

操作技能不要系は即決的な判断よりも、熟考して判断することが重視されるゲームである。より複雑なゲームルールである傾向が強く、また、遊ぶ時間も他のジャンルに比べ、長くなる傾向がある。セーブで中断に対応するものも多い。ゲームのジャンルとしては、ロールプレイングゲームやウォー・シミュレーションゲームのように、コンピュータゲームが生まれる以前から遊ばれていたものや、ボードゲーム/カードゲームといった卓上ゲームをコンピュータで遊べるようにしたものも多い。
- コンピュータRPG（RPG） - 役割を演じるゲーム。
  - シミュレーションロールプレイングゲーム（SRPG） - ストラテジー要素が加えられたRPG。
- シミュレーションゲーム（SLG） - コンピュータ上で再現された仮想空間で様々な体験をできるもの。
  - ウォー・シミュレーションゲーム - 軍隊の指揮官になるなどして戦争を行うシミュレーション。
  - 歴史シミュレーションゲーム - 実史上の出来事を題材にしたシミュレーション。
  - 経営シミュレーションゲーム - 経営者となって企業を運営して行くゲーム。
  - 育成シミュレーションゲーム - 仮想的にキャラクターや自分自身を成長させ仮想環境との関係を築くゲーム。
- アドベンチャーゲーム（ADV） - 様々な謎を解き明かし先へ進むゲーム。サウンドノベルやビジュアルノベル。
- パズルゲーム - パズルを解くゲーム。
- ホラーゲーム - 恐怖心を楽しむもの、ホラー映画のゲームへの応用。
- 恋愛ゲーム - ゲーム内のキャラクターと擬似恋愛行為を楽しむもの。恋愛シミュレーションゲームは様々なパラメーター操作を組み合わせたものでスケジュールに沿ってゲームが進行する。恋愛アドベンチャーゲームはストーリーに沿って進行するもので選んだ選択肢で結果が変化する。

統合系は幾つかのゲームジャンルの要素を組み合わせたり、またはゲーム以外の概念を既存ゲームに組んだものである。登場当初は確定したジャンルが存在しなかったものも多い。RPGにアクションゲームの要素が加えられたアクションロールプレイングゲーム（ARPG）やパズルゲームにリアルタイム性を持たせたアクションパズルがある。
リアルタイムストラテジー（RTS）は、シミュレーションゲームにリアルタイム性を持たせたものである。一時停止を使用しないことでプレイに緊張感を与え、ほとんどが戦闘を扱う。少人数のオンラインゲームに分類される。シミュレーションゲームにおける分類はウォー・シミュレーションゲームや歴史シミュレーションゲームとなる。マルチプレイヤーオンラインバトルアリーナ（MOBA）もある。
他には、脳トレ・学習ゲームという分類もある。

### オンライン機能の有無による分類
オンラインゲームはコンピュータネットワークを利用して機能するゲームのジャンルである。古くはパソコン通信などであったが、2000年代に於いてその多くではインターネットへの対応を見せる。スタンドアローンなゲームに対して用い、狭義では常にネットワークに接続した状態で行うものを表す。インターネットの普及に伴って遠隔地にいるユーザ同士がプレイを共有するゲームソフトが登場している。ネットの多人数参加型コンピュータRPGとしてMORPG/MMORPGがある。

### 他のプレイヤーとの関係による分類
プレイ人数による分類よりも他のプレイヤーとの関係による分類が有意と言える。2人対戦を基本とするゲームでも、アルゴリズム（人工知能）を対戦相手とした1人プレイのモードが存在する。これはコンピュータが対戦相手役を兼ねるものであり、プレイヤーが1人であってもゲーム内容は2人プレイと同質のものとなる。
複数人が同時にプレイするコンシューマーゲームにおいては家庭内でゲーム機を介して他人とコミュニケーションするという意味合いもあって、協力関係であるものと競争関係にあるものが主流となっている。複数のプレイヤーが相互に一人プレイを行う形態もレトロゲームや、ボードゲームや『モノポリー』といったパーティーゲームをコンピュータゲーム化したものに見られる。携帯型ゲーム機ではセーブデータを複数保持することで、同じロムカートリッジで（厳密には各々のプレイヤーが個別に遊べるだけではあるが）複数プレイヤーに対応するものもある。
2000年代より急速に進歩を見せたオンラインゲームのように、コンピュータネットワーク（インターネット）経由で他のプレイヤーと協力ないし競争するタイプのゲームも増え、こちらでは特定人数による対戦形態からMMORPGのように、ほぼ無制限なプレイヤー人数と同じ仮想世界を共有する形態も、一般化の傾向が見られる。

### プレイヤー条件による分類
おもに極端な特性を持つという理由から、プレイヤー層が限定されたり条件が示されたりする分類である。販売店で購入者の適格チェックが行われる場合もある。このような作品はいわゆる全年齢対象のような万人受けは最初から切り捨てて特定のプレイヤー層に特化しているため、老若男女に受け入れられるように配慮されていない。そのため対象プレイヤー層以外（成人向けゲームなら未成年者）には与えるべきではなく、また、場合によっては内容に関する注意・免責事項が必要であると考えられる。
- アダルトゲーム（エロゲー） - 主に性的表現が極端なもの。サブジャンルに脱衣麻雀や泣きゲー/鬱ゲーなど。
- 残酷ゲーム（グロゲー/暴力ゲーム） - 主に暴力表現や出血表現が極端なもの。

### その他の分類
ゲームの分類というのは、メーカーの意図どおりに行われるとは限らない。ゲームを販売する販売店側、通販側でも分類名を用意して行われることもあるし、プレーヤー側でも独特の分類が行われることがある。プレーヤーの特定の趣味嗜好に合うか合わないかで分類する場合もある。
- カジュアルゲーム - 気軽に短時間で遊べるもの。
- シリアスゲーム - 学術目的のもの。腹腔鏡を使った低侵襲手術の練習を目的としたものなど。「ゲーミフィケーション」もある。
- ナラティブ・ゲーム - （ストーリーではなくて）「語り（narrative）」が重要な要素となるゲームのこと。日本では2013年に紹介された[35]。
- レトロゲーム（レゲー） - 懐古趣味のゲーム。既に販売されなくなった古いもの、古いまま復刻したもの、古い雰囲気で作られた最新ゲームなど。
- 洋ゲー - 日本人視点による分類で、西洋（欧米）のゲーム会社が制作した、いかにも洋風テイストのもの（海外のものを全て呼ぶわけではなく、韓国の会社が開発したものを「洋ゲー」とは呼ばない）。
- ギャルゲー - 女性キャラクターの魅力を主体とするもの。
- 女性向けゲーム（乙女ゲーム、ボーイズラブゲーム） - 男性キャラクターの魅力を主体とするもの。
- キャラクターゲーム（キャラゲー） - 漫画やアニメのキャラクターを採用しているもの。
- アドバゲーム - 広告を目的として提供されるもの。

蔑称
- クソゲー - プレイヤーが否定的に評したもの。
- バカゲー - プレイヤーが馬鹿馬鹿しいと感じる内容のもの。

この「クソゲー」や「バカゲー」は、かなり感情的な表現ではあるが、世の中のプレーヤーたちが頻繁に口にする用語である。